# Bandraboua
Bandraboua – miasto w północnej części Majotty (zbiorowość zamorska Francji); 13 989 mieszkańców (2017). Ośrodek przemysłowy.